# Liga Mistrzów w piłce siatkowej (2023/2024)
Liga Mistrzów 2023/2024 (oficjalna nazwa: CEV Champions League Volley 2024) – 24. sezon Ligi Mistrzów rozgrywanej od 2000 roku (58. turniej ogólnie, wliczając Puchar Europy Mistrzów Krajowych), organizowanej przez Europejską Konfederację Piłki Siatkowej (CEV) w ramach europejskich pucharów dla męskich klubowych zespołów siatkarskich Starego Kontynentu.

## System rozgrywek
Liga Mistrzów w sezonie 2023/2024 składała się z czterech faz: kwalifikacji, fazy grupowej, fazy play-off oraz finału.
Faza kwalifikacyjna

Faza grupowa

W fazie grupowej uczestniczy 20 drużyn. W drodze losowania podzielone zostały na pięć grup (A-E). W każdej grupie drużyny rozegrały między sobą po dwa spotkania – mecz u siebie i rewanż na wyjeździe. Zwycięzcy poszczególnych grup uzyskali bezpośredni awans do ćwierćfinałów. Zespoły z drugich miejsc oraz najlepsza drużyna z trzeciego miejsca rywalizowały w rundzie play-off. Pozostałe drużyny z trzecich miejsc trafiły do ćwierćfinałów Pucharu CEV.
Faza play-off

Faza play-off składała się z rundy play-off, ćwierćfinałów oraz półfinałów. We wszystkich rundach fazy play-off rywalizacja toczyła się w postaci dwumeczów – mecz u siebie i rewanż na wyjeździe. O awansie decydowała większa liczba zdobytych punktów meczowych. Za zwycięstwo 3:0 lub 3:1 drużyna otrzymywała 3 punkty, za zwycięstwo 3:2 – 2 punkty, za porażkę 2:3 – 1 punkt, natomiast za porażkę 1:3 lub 0:3 – 0 punktów. Jeżeli po rozegraniu dwumeczu obie drużyny zdobyły tę samą liczbę punktów, o awansie decydował tzw. złoty set grany do 15 punktów z dwoma punktami przewagi jednej z drużyn.
Runda play-off

W rundzie play-off drużyny utworzyły pary według poniższego klucza:
- para 1: najlepsza drużyna z 3. miejsca w grupie – najlepsza drużyna z 2. miejsca w grupie;
- para 2: drużyna sklasyfikowana na 5. miejscu spośród tych, które zajęły 2. miejsce w grupie – drużyna sklasyfikowana na 2. miejscu spośród tych, które zajęły 2. miejsce w grupie;
- para 3: drużyna sklasyfikowana na 4. miejscu spośród tych, które zajęły 2. miejsce w grupie – drużyna sklasyfikowana na 3. miejscu spośród tych, które zajęły 2. miejsce w grupie.

Gospodarzami pierwszych meczów w parach były drużyny niżej sklasyfikowane po fazie grupowej.
Ćwierćfinały

Pary ćwierćfinałowe powstały według klucza:
- para 1: zwycięzca w parze 1 rundy play-off – drużyna sklasyfikowana na 3. miejscu spośród tych, które zajęły 1. miejsce w grupie;

| Miejsce finału                  | Miejsce finału      |
| ------------------------------- | ------------------- |
| Antalya Spor Salonu od zewnątrz |                     |
| Miasto                          | Antalya             |
| Arena                           | Antalya Spor Salonu |
| Pojemność                       | 10 000              |

- para 2: zwycięzca w parze 2 rundy play-off – drużyna sklasyfikowana na 2. miejscu spośród tych, które zajęły 1. miejsce w grupie;
- para 3: drużyna sklasyfikowana na 5. miejscu spośród tych, które zajęły 1. miejsce w grupie – drużyna sklasyfikowana na 4. miejscu spośród tych, które zajęły 1. miejsce w grupie;
- para 4: zwycięzca w parze 3 rundy play-off – najlepsza drużyna z 1. miejsca w grupie.

Gospodarzami pierwszych meczów w parach były zespoły, które awansowały z rundy play-off oraz drużyna sklasyfikowana na 5. miejscu spośród tych, które zajęły 1. miejsce w grupie.
Półfinały

Pary półfinałowe powstały według klucza:
- para 1: zwycięzca w ćwierćfinałowej parze 1 – zwycięzca w ćwierćfinałowej parze 2;
- para 2: zwycięzca w ćwierćfinałowej parze 3 – zwycięzca w ćwierćfinałowej parze 4.

Gospodarzami pierwszych meczów w parach byli zwycięzcy w ćwierćfinałowych parach 1 i 3.
Finał

W finale uczestniczyli zwycięzcy w parach półfinałowych. O zwycięstwie Ligi Mistrzów decydowało jedno spotkanie rozegrane na neutralnym terenie. Gospodarz finału został wyłoniony w drodze konkursu.

## Drużyny uczestniczące[2]

### Uczestnicy
- Knack Roeselare (L1)
- Greenyard Maaseik (L2)
- VK Lvi Praha (L1)
- VK Jihostroj České Budějovice (L2)
- Tours VB (L1)
- Berlin Recycling Volleys (L1)
- SVG Lüneburg (L3)
- Jastrzębski Węgiel (L1)
- Grupa Azoty ZAKSA Kędzierzyn-Koźle (L2)
- Asseco Resovia Rzeszów (L3)
- SL Benfica (L1)
- ACH Volley Lublana (L1)
- Ziraat Bankkart Ankara (L1)
- Halkbank Ankara (L2)
- Itas Trentino (L1)
- Cucine Lube Civitanova (L2)
- Gas Sales Daiko Piacenza (L3)

Zakwalifikowane drużyny
- Olympiakos SFP (L1)
- CV Guaguas Las Palmas (L1)
- CSM Arcada Galați (L1)

## Podział na koszyki[3]
Losowanie odbyło się 19 lipca 2023 roku w Luksemburgu.
| Koszyk 1                           | Koszyk 2                         | Koszyk 3                      | Koszyk 4                                       |
| ---------------------------------- | -------------------------------- | ----------------------------- | ---------------------------------------------- |
| Grupa Azoty ZAKSA Kędzierzyn-Koźle | Asseco Resovia Rzeszów           | Ziraat Bankkart Ankara        | ACH Volley Lublana                             |
| Jastrzębski Węgiel                 | Gas Sales Daiko Piacenza         | Halkbank Ankara               | SL Benfica                                     |
| Itas Trentino                      | Knack Roeselare                  | Tours VB                      | CV Guaguas Las Palmas (drużyna z kwalifikacji) |
| Cucine Lube Civitanova             | Greenyard Maaseik                | VK Lvi Praha                  | Olympiakos SFP (drużyna z kwalifikacji)        |
| Berlin Recycling Volleys           | VfB Friedrichshafen SVG Lüneburg | VK Jihostroj České Budějovice | CSM Arcada Galați (drużyna z kwalifikacji)     |

- SVG Lüneburg zagra w Lidze Mistrzów, ponieważ z udziału w rozgrywkach wycofał się VfB Friedrichshafen. Włodarze VfB nie dostali zgody CEV na organizację meczów Ligi Mistrzów w hangarze Bodensee-Airport Arena, więc musieliby na mecze pucharowe wynajmować inny obiekt. To natomiast przekroczyłoby budżet klubu, więc zdecydowano się wycofać z zespół z tych rozgrywek[4].

## Rozgrywki
Wszystkie godziny według czasu lokalnego.

### Faza grupowa[5]
ćwierćfinały fazy play-off
     runda play-off
     ćwierćfinały Pucharu CEV

#### Grupa A
Tabela
| Lp. | Drużyna                            | Mecze | Mecze   | Mecze   | Pkt | Sety | Sety | Sety  | Małe punkty | Małe punkty | Małe punkty |
| Lp. | Drużyna                            | M     | W (3:2) | P (2:3) | Pkt | wyg. | prz. | ratio | zdob.       | str.        | ratio       |
| --- | ---------------------------------- | ----- | ------- | ------- | --- | ---- | ---- | ----- | ----------- | ----------- | ----------- |
| 1   | Ziraat Bankkart Ankara             | 6     | 6 (2)   | 0 (0)   | 16  | 18   | 6    | 3.000 | 544         | 508         | 1.071       |
| 2   | Grupa Azoty ZAKSA Kędzierzyn-Koźle | 6     | 3 (2)   | 3 (1)   | 8   | 11   | 14   | 0.786 | 550         | 558         | 0.986       |
| 3   | Olympiakos SFP                     | 6     | 2 (0)   | 4 (0)   | 6   | 8    | 12   | 0.667 | 452         | 469         | 0.964       |
| 4   | Knack Roeselare                    | 6     | 1 (0)   | 5 (3)   | 6   | 10   | 15   | 0.667 | 537         | 548         | 0.980       |

Źródło: www-old.cev.eu (ang.)
Punktacja: 3:0 i 3:1 – 3 pkt; 3:2 – 2 pkt; 2:3 – 1 pkt; 1:3 i 0:3 – 0 pkt
Zasady ustalania kolejności: 1. liczba zwycięstw; 2. liczba punktów; 3. stosunek setów; 4. stosunek małych punktów; 5. bilans w bezpośrednich meczach
Wyniki spotkań
| Data       | Godz. | Drużyna 1                          | Wynik | Drużyna 2                          | 1     | 2     | 3     | 4     | 5     | Widzów | *      |
| ---------- | ----- | ---------------------------------- | ----- | ---------------------------------- | ----- | ----- | ----- | ----- | ----- | ------ | ------ |
| 22.11.2023 | 18:00 | Grupa Azoty ZAKSA Kędzierzyn-Koźle | 3:1   | Olympiakos SFP                     | 23:25 | 25:20 | 28:26 | 31:29 |       | 2500   | raport |
| 23.11.2023 | 20:30 | Knack Roeselare                    | 1:3   | Ziraat Bankkart Ankara             | 19:25 | 25:19 | 24:26 | 24:26 |       | 1350   | raport |
| 29.11.2023 | 20:00 | Ziraat Bankkart Ankara             | 3:2   | Grupa Azoty ZAKSA Kędzierzyn-Koźle | 26:24 | 25:22 | 18:25 | 19:25 | 15:12 | 2786   | raport |
| 29.11.2023 | 19:00 | Olympiakos SFP                     | 0:3   | Knack Roeselare                    | 19:25 | 20:25 | 19:25 |       |       | 800    | raport |
| 12.12.2023 | 19:00 | Olympiakos SFP                     | 1:3   | Ziraat Bankkart Ankara             | 18:25 | 25:20 | 20:25 | 22:25 |       | 180    | raport |
| 13.12.2023 | 20:30 | Knack Roeselare                    | 2:3   | Grupa Azoty ZAKSA Kędzierzyn-Koźle | 20:25 | 25:21 | 25:23 | 22:25 | 10:15 | 1785   | raport |
| 19.12.2023 | 18:00 | Grupa Azoty ZAKSA Kędzierzyn-Koźle | 0:3   | Ziraat Bankkart Ankara             | 21:25 | 17:25 | 21:25 |       |       | 1900   | raport |
| 20.12.2023 | 20:30 | Knack Roeselare                    | 0:3   | Olympiakos SFP                     | 25:27 | 21:25 | 12:25 |       |       | 1600   | raport |
| 10.01.2024 | 17:00 | Ziraat Bankkart Ankara             | 3:2   | Knack Roeselare                    | 19:25 | 25:21 | 13:25 | 25:20 | 18:16 | 2721   | raport |
| 11.01.2024 | 19:30 | Olympiakos SFP                     | 3:0   | Grupa Azoty ZAKSA Kędzierzyn-Koźle | 25:18 | 25:19 | 25:22 |       |       | 887    | raport |
| 17.01.2024 | 20:00 | Ziraat Bankkart Ankara             | 3:0   | Olympiakos SFP                     | 25:22 | 25:17 | 25:18 |       |       | 2806   | raport |
| 17.01.2024 | 20:30 | Grupa Azoty ZAKSA Kędzierzyn-Koźle | 3:2   | Knack Roeselare                    | 22:25 | 19:25 | 27:25 | 25:16 | 15:12 | 1900   | raport |

#### Grupa B
Tabela
| Lp. | Drużyna                | Mecze | Mecze   | Mecze   | Pkt | Sety | Sety | Sety  | Małe punkty | Małe punkty | Małe punkty |
| Lp. | Drużyna                | M     | W (3:2) | P (2:3) | Pkt | wyg. | prz. | ratio | zdob.       | str.        | ratio       |
| --- | ---------------------- | ----- | ------- | ------- | --- | ---- | ---- | ----- | ----------- | ----------- | ----------- |
| 1   | Itas Trentino          | 6     | 5 (0)   | 1 (1)   | 16  | 17   | 5    | 3.400 | 531         | 464         | 1.144       |
| 2   | Tours VB               | 6     | 4 (0)   | 2 (0)   | 12  | 13   | 8    | 1.625 | 493         | 482         | 1.023       |
| 3   | Asseco Resovia Rzeszów | 6     | 3 (1)   | 3 (0)   | 8   | 10   | 11   | 0.909 | 476         | 467         | 1.019       |
| 4   | ACH Volley Lublana     | 6     | 0 (0)   | 6 (0)   | 0   | 2    | 18   | 0.111 | 413         | 500         | 0.826       |

Źródło: www-old.cev (ang.)
Punktacja: 3:0 i 3:1 – 3 pkt; 3:2 – 2 pkt; 2:3 – 1 pkt; 1:3 i 0:3 – 0 pkt
Zasady ustalania kolejności: 1. liczba zwycięstw; 2. liczba punktów; 3. stosunek setów; 4. stosunek małych punktów; 5. bilans w bezpośrednich meczach
Wyniki spotkań
| Data       | Godz. | Drużyna 1              | Wynik | Drużyna 2              | 1     | 2     | 3     | 4     | 5    | Widzów | *      |
| ---------- | ----- | ---------------------- | ----- | ---------------------- | ----- | ----- | ----- | ----- | ---- | ------ | ------ |
| 23.11.2023 | 18:00 | Asseco Resovia Rzeszów | 1:3   | Tours VB               | 22:25 | 23:25 | 25:21 | 21:25 |      | 2600   | raport |
| 23.11.2023 | 20:30 | Itas Trentino          | 3:1   | ACH Volley Lublana     | 25:15 | 20:25 | 25:18 | 26:24 |      | 1821   | raport |
| 29.11.2023 | 18:00 | ACH Volley Lublana     | 0:3   | Asseco Resovia Rzeszów | 21:25 | 23:25 | 21:25 |       |      | 4154   | raport |
| 29.11.2023 | 20:00 | Tours VB               | 1:3   | Itas Trentino          | 17:25 | 22:25 | 25:23 | 19:25 |      | 2763   | raport |
| 13.12.2023 | 18:00 | Asseco Resovia Rzeszów | 0:3   | Itas Trentino          | 21:25 | 24:26 | 20:25 |       |      | 4000   | raport |
| 13.12.2023 | 18:00 | ACH Volley Lublana     | 1:3   | Tours VB               | 25:22 | 23:25 | 23:25 | 18:25 |      | 3612   | raport |
| 21.12.2023 | 18:00 | Asseco Resovia Rzeszów | 3:0   | ACH Volley Lublana     | 25:16 | 25:16 | 25:19 |       |      | 1800   | raport |
| 21.12.2023 | 20:00 | Itas Trentino          | 3:0   | Tours VB               | 27:25 | 25:22 | 25:18 |       |      | 2093   | raport |
| 09.01.2024 | 20:30 | Tours VB               | 3:0   | Asseco Resovia Rzeszów | 25:22 | 25:18 | 27:25 |       |      | 2850   | raport |
| 10.01.2024 | 18:00 | ACH Volley Lublana     | 0:3   | Itas Trentino          | 30:32 | 16:25 | 18:25 |       |      | 2574   | raport |
| 17.01.2024 | 20:00 | Tours VB               | 3:0   | ACH Volley Lublana     | 25:21 | 25:19 | 25:22 |       |      | 3100   | raport |
| 17.01.2024 | 20:30 | Itas Trentino          | 2:3   | Asseco Resovia Rzeszów | 25:20 | 23:25 | 20:25 | 25:20 | 9:15 | 2094   | raport |

#### Grupa C
Tabela
| Lp. | Drużyna                  | Mecze | Mecze   | Mecze   | Pkt | Sety | Sety | Sety  | Małe punkty | Małe punkty | Małe punkty |
| Lp. | Drużyna                  | M     | W (3:2) | P (2:3) | Pkt | wyg. | prz. | ratio | zdob.       | str.        | ratio       |
| --- | ------------------------ | ----- | ------- | ------- | --- | ---- | ---- | ----- | ----------- | ----------- | ----------- |
| 1   | Gas Sales Daiko Piacenza | 6     | 5 (0)   | 1 (0)   | 15  | 16   | 5    | 3.200 | 510         | 468         | 1.090       |
| 2   | Halkbank Ankara          | 6     | 4 (2)   | 2 (0)   | 10  | 12   | 11   | 1.091 | 506         | 499         | 1.014       |
| 3   | Berlin Recycling Volleys | 6     | 3 (0)   | 3 (1)   | 10  | 12   | 10   | 1.200 | 504         | 504         | 1.000       |
| 4   | SL Benfica               | 6     | 0 (0)   | 6 (1)   | 1   | 4    | 18   | 0.222 | 483         | 532         | 0.908       |

Źródło: www-old.cev.eu (ang.)
Punktacja: 3:0 i 3:1 – 3 pkt; 3:2 – 2 pkt; 2:3 – 1 pkt; 1:3 i 0:3 – 0 pkt
Zasady ustalania kolejności: 1. liczba zwycięstw; 2. liczba punktów; 3. stosunek setów; 4. stosunek małych punktów; 5. bilans w bezpośrednich meczach
Wyniki spotkań
| Data       | Godz. | Drużyna 1                | Wynik | Drużyna 2                | 1     | 2     | 3     | 4     | 5     | Widzów | *      |
| ---------- | ----- | ------------------------ | ----- | ------------------------ | ----- | ----- | ----- | ----- | ----- | ------ | ------ |
| 22.11.2023 | 20:00 | Gas Sales Daiko Piacenza | 1:3   | Halkbank Ankara          | 19:25 | 18:25 | 25:19 | 21:25 |       | 1960   | raport |
| 23.11.2023 | 19:30 | Berlin Recycling Volleys | 3:0   | SL Benfica               | 27:25 | 25:19 | 25:21 |       |       | 5167   | raport |
| 29.11.2023 | 17:00 | Halkbank Ankara          | 3:2   | Berlin Recycling Volleys | 19:25 | 25:21 | 19:25 | 29:27 | 15:10 | 2900   | raport |
| 30.11.2023 | 20:00 | SL Benfica               | 1:3   | Gas Sales Daiko Piacenza | 21:25 | 23:25 | 25:22 | 23:25 |       | 1750   | raport |
| 13.12.2023 | 20:30 | Gas Sales Daiko Piacenza | 3:1   | Berlin Recycling Volleys | 25:23 | 25:22 | 22:25 | 25:19 |       | 1695   | raport |
| 17.01.2024 | 19:00 | SL Benfica               | 2:3   | Halkbank Ankara          | 21:25 | 25:19 | 25:18 | 18:25 | 13:15 | 1140   | raport |
| 20.12.2023 | 19:30 | Berlin Recycling Volleys | 3:0   | Halkbank Ankara          | 25:22 | 25:23 | 25:22 |       |       | 6567   | raport |
| 20.12.2023 | 20:30 | Gas Sales Daiko Piacenza | 3:0   | SL Benfica               | 30:28 | 25:21 | 28:26 |       |       | 1675   | raport |
| 10.01.2024 | 20:00 | Halkbank Ankara          | 0:3   | Gas Sales Daiko Piacenza | 19:25 | 23:25 | 19:25 |       |       | 2500   | raport |
| 10.01.2024 | 20:00 | SL Benfica               | 1:3   | Berlin Recycling Volleys | 22:25 | 22:25 | 25:22 | 24:26 |       | 1104   | raport |
| 14.12.2023 | 18:00 | Halkbank Ankara          | 3:0   | SL Benfica               | 25:17 | 25:23 | 25:16 |       |       | 2550   | raport |
| 17.01.2024 | 19:30 | Berlin Recycling Volleys | 0:3   | Gas Sales Daiko Piacenza | 15:25 | 23:25 | 19:25 |       |       | 5621   | raport |

#### Grupa D
Tabela
| Lp. | Drużyna                       | Mecze | Mecze   | Mecze   | Pkt | Sety | Sety | Sety  | Małe punkty | Małe punkty | Małe punkty |
| Lp. | Drużyna                       | M     | W (3:2) | P (2:3) | Pkt | wyg. | prz. | ratio | zdob.       | str.        | ratio       |
| --- | ----------------------------- | ----- | ------- | ------- | --- | ---- | ---- | ----- | ----------- | ----------- | ----------- |
| 1   | Jastrzębski Węgiel            | 6     | 5 (0)   | 1 (0)   | 15  | 16   | 5    | 3.200 | 517         | 436         | 1.186       |
| 2   | CV Guaguas Las Palmas         | 6     | 3 (0)   | 3 (1)   | 10  | 12   | 11   | 1.091 | 532         | 502         | 1.060       |
| 3   | SVG Lüneburg                  | 6     | 2 (0)   | 4 (0)   | 6   | 7    | 13   | 0.538 | 413         | 470         | 0.879       |
| 4   | VK Jihostroj České Budějovice | 6     | 2 (1)   | 4 (0)   | 5   | 8    | 14   | 0.571 | 465         | 519         | 0.896       |

Źródło: www-old.cev.eu (ang.)
Punktacja: 3:0 i 3:1 – 3 pkt; 3:2 – 2 pkt; 2:3 – 1 pkt; 1:3 i 0:3 – 0 pkt
Zasady ustalania kolejności: 1. liczba zwycięstw; 2. liczba punktów; 3. stosunek setów; 4. stosunek małych punktów; 5. bilans w bezpośrednich meczach
Wyniki spotkań
| Data       | Godz. | Drużyna 1                     | Wynik | Drużyna 2                     | 1     | 2     | 3     | 4     | 5     | Widzów | *      |
| ---------- | ----- | ----------------------------- | ----- | ----------------------------- | ----- | ----- | ----- | ----- | ----- | ------ | ------ |
| 22.11.2023 | 19:00 | SVG Lüneburg                  | 3:0   | VK Jihostroj České Budějovice | 26:24 | 25:20 | 25:15 |       |       | 1856   | raport |
| 22.11.2023 | 20:30 | Jastrzębski Węgiel            | 3:0   | CV Guaguas Las Palmas         | 30:28 | 25:16 | 26:24 |       |       | 2100   | raport |
| 28.11.2023 | 17:10 | VK Jihostroj České Budějovice | 0:3   | Jastrzębski Węgiel            | 19:25 | 27:29 | 26:28 |       |       | 1540   | raport |
| 29.11.2023 | 19:30 | CV Guaguas Las Palmas         | 1:3   | SVG Lüneburg                  | 20:25 | 23:25 | 25:21 | 20:25 |       | 900    | raport |
| 13.12.2023 | 19:00 | SVG Lüneburg                  | 1:3   | Jastrzębski Węgiel            | 25:23 | 21:25 | 15:25 | 13:25 |       | 3000   | raport |
| 13.12.2023 | 19:30 | CV Guaguas Las Palmas         | 3:1   | VK Jihostroj České Budějovice | 25:17 | 24:26 | 25:16 | 25:21 |       | 980    | raport |
| 20.12.2023 | 18:00 | Jastrzębski Węgiel            | 3:1   | VK Jihostroj České Budějovice | 21:25 | 25:17 | 25:17 | 25:17 |       | 1692   | raport |
| 20.12.2023 | 19:00 | SVG Lüneburg                  | 0:3   | CV Guaguas Las Palmas         | 20:25 | 21:25 | 16:25 |       |       | 2045   | raport |
| 09.01.2024 | 17:10 | VK Jihostroj České Budějovice | 3:0   | SVG Lüneburg                  | 25:16 | 25:19 | 25:23 |       |       | 1068   | raport |
| 11.01.2024 | 20:00 | CV Guaguas Las Palmas         | 3:1   | Jastrzębski Węgiel            | 25:23 | 19:25 | 25:22 | 25:15 |       | 2000   | raport |
| 17.01.2024 | 17:10 | VK Jihostroj České Budějovice | 3:2   | CV Guaguas Las Palmas         | 25:23 | 18:25 | 20:25 | 25:23 | 15:12 | 1630   | raport |
| 17.01.2024 | 18:00 | Jastrzębski Węgiel            | 3:0   | SVG Lüneburg                  | 25:17 | 25:16 | 25:19 |       |       | 1822   | raport |

#### Grupa E
Tabela
| Lp. | Drużyna                | Mecze | Mecze   | Mecze   | Pkt | Sety | Sety | Sety  | Małe punkty | Małe punkty | Małe punkty |
| Lp. | Drużyna                | M     | W (3:2) | P (2:3) | Pkt | wyg. | prz. | ratio | zdob.       | str.        | ratio       |
| --- | ---------------------- | ----- | ------- | ------- | --- | ---- | ---- | ----- | ----------- | ----------- | ----------- |
| 1   | Cucine Lube Civitanova | 6     | 5 (0)   | 1 (1)   | 16  | 17   | 3    | 5.667 | 481         | 412         | 1.167       |
| 2   | VK Lvi Praha           | 6     | 3 (0)   | 3 (1)   | 10  | 11   | 10   | 1.100 | 473         | 464         | 1.019       |
| 3   | VC Greenyard Maaseik   | 6     | 2 (0)   | 4 (0)   | 6   | 7    | 14   | 0.500 | 465         | 496         | 0.938       |
| 4   | CSM Arcada Galați      | 6     | 2 (2)   | 4 (0)   | 4   | 8    | 16   | 0.500 | 499         | 546         | 0.914       |

Źródło: www-old.cev.eu (ang.)
Punktacja: 3:0 i 3:1 – 3 pkt; 3:2 – 2 pkt; 2:3 – 1 pkt; 1:3 i 0:3 – 0 pkt
Zasady ustalania kolejności: 1. liczba zwycięstw; 2. liczba punktów; 3. stosunek setów; 4. stosunek małych punktów; 5. bilans w bezpośrednich meczach
Wyniki spotkań
| Data       | Godz. | Drużyna 1              | Wynik | Drużyna 2              | 1     | 2     | 3     | 4     | 5     | Widzów | *      |
| ---------- | ----- | ---------------------- | ----- | ---------------------- | ----- | ----- | ----- | ----- | ----- | ------ | ------ |
| 22.11.2023 | 20:30 | Cucine Lube Civitanova | 3:0   | CSM Arcada Galați      | 25:17 | 25:19 | 25:23 |       |       | 1574   | raport |
| 22.11.2023 | 20:30 | Greenyard Maaseik      | 0:3   | VK Lvi Praha           | 22:25 | 24:26 | 22:25 |       |       | 1050   | raport |
| 29.11.2023 | 18:00 | CSM Arcada Galați      | 1:3   | Greenyard Maaseik      | 20:25 | 25:23 | 17:25 | 23:25 |       | 1500   | raport |
| 30.11.2023 | 18:00 | VK Lvi Praha           | 0:3   | Cucine Lube Civitanova | 22:25 | 17:25 | 23:25 |       |       | 1950   | raport |
| 12.12.2023 | 20:30 | Greenyard Maaseik      | 0:3   | Cucine Lube Civitanova | 22:25 | 25:27 | 24:26 |       |       | 1157   | raport |
| 14.12.2023 | 18:00 | CSM Arcada Galați      | 3:2   | VK Lvi Praha           | 25:15 | 23:25 | 19:25 | 25:21 | 15:11 | 1050   | raport |
| 21.12.2023 | 20:30 | Cucine Lube Civitanova | 3:0   | VK Lvi Praha           | 25:20 | 25:23 | 25:23 |       |       | 1627   | raport |
| 21.12.2023 | 20:30 | Greenyard Maaseik      | 3:1   | CSM Arcada Galați      | 25:23 | 23:25 | 25:23 | 25:14 |       | 1100   | raport |
| 09.01.2024 | 18:00 | CSM Arcada Galați      | 3:2   | Cucine Lube Civitanova | 21:25 | 25:23 | 25:20 | 16:25 | 15:10 | 1300   | raport |
| 11.01.2024 | 18:00 | VK Lvi Praha           | 3:1   | Greenyard Maaseik      | 22:25 | 25:17 | 25:23 | 25:13 |       | 1180   | raport |
| 17.01.2024 | 19:30 | VK Lvi Praha           | 3:0   | CSM Arcada Galați      | 25:23 | 25:23 | 25:15 |       |       | 1150   | raport |
| 17.01.2024 | 20:30 | Cucine Lube Civitanova | 3:0   | Greenyard Maaseik      | 25:18 | 25:15 | 25:19 |       |       | 1534   | raport |

#### Klasyfikacja drużyn
| Lp. | Drużyna                            | Mecze | Mecze   | Mecze   | Pkt | Sety | Sety | Sety  | Małe punkty | Małe punkty | Małe punkty |
| Lp. | Drużyna                            | M     | W (3:2) | P (2:3) | Pkt | wyg. | prz. | ratio | zdob.       | str.        | ratio       |
| --- | ---------------------------------- | ----- | ------- | ------- | --- | ---- | ---- | ----- | ----------- | ----------- | ----------- |
| A1  | Ziraat Bankkart Ankara             | 6     | 6 (2)   | 0 (0)   | 16  | 18   | 6    | 3.000 | 544         | 508         | 1.071       |
| E1  | Cucine Lube Civitanova             | 6     | 5 (0)   | 1 (1)   | 16  | 17   | 3    | 5.667 | 481         | 412         | 1.167       |
| B1  | Itas Trentino                      | 6     | 5 (0)   | 1 (1)   | 16  | 17   | 5    | 3.400 | 531         | 464         | 1.144       |
| D1  | Jastrzębski Węgiel                 | 6     | 5 (0)   | 1 (0)   | 15  | 16   | 5    | 3.200 | 517         | 436         | 1.186       |
| C1  | Gas Sales Daiko Piacenza           | 6     | 5 (0)   | 1 (0)   | 15  | 16   | 5    | 3.200 | 510         | 468         | 1.090       |
|     |                                    |       |         |         |     |      |      |       |             |             |             |
| B2  | Tours VB                           | 6     | 4 (0)   | 2 (0)   | 12  | 13   | 8    | 1.625 | 493         | 482         | 1.023       |
| C2  | Halkbank Ankara                    | 6     | 4 (2)   | 2 (0)   | 10  | 12   | 11   | 1.091 | 506         | 499         | 1.014       |
| E2  | VK Lvi Praha                       | 6     | 3 (0)   | 3 (1)   | 10  | 11   | 10   | 1.100 | 473         | 464         | 1.019       |
| D2  | CV Guaguas Las Palmas              | 6     | 3 (0)   | 3 (1)   | 10  | 12   | 11   | 1.091 | 532         | 502         | 1.060       |
| A2  | Grupa Azoty ZAKSA Kędzierzyn-Koźle | 6     | 3 (2)   | 3 (1)   | 8   | 11   | 14   | 0.786 | 550         | 558         | 0.986       |
|     |                                    |       |         |         |     |      |      |       |             |             |             |
| C3  | Berlin Recycling Volleys           | 6     | 3 (0)   | 3 (1)   | 10  | 12   | 10   | 1.200 | 504         | 504         | 1.000       |
| B3  | Asseco Resovia Rzeszów             | 6     | 3 (1)   | 3 (0)   | 8   | 10   | 11   | 0.909 | 476         | 467         | 1.019       |
| A3  | Olympiakos SFP                     | 6     | 2 (0)   | 4 (0)   | 6   | 8    | 12   | 0.667 | 452         | 469         | 0.964       |
| D3  | SVG Lüneburg                       | 6     | 2 (0)   | 4 (0)   | 6   | 7    | 13   | 0.538 | 413         | 470         | 0.879       |
| E3  | VC Greenyard Maaseik               | 6     | 2 (0)   | 4 (0)   | 6   | 7    | 14   | 0.500 | 465         | 496         | 0.938       |
|     |                                    |       |         |         |     |      |      |       |             |             |             |
| D4  | VK Jihostroj České Budějovice      | 6     | 2 (1)   | 4 (0)   | 5   | 8    | 14   | 0.571 | 465         | 519         | 0.896       |
| E4  | CSM Arcada Galați                  | 6     | 2 (2)   | 4 (0)   | 4   | 8    | 16   | 0.500 | 499         | 546         | 0.914       |
| A4  | Knack Roeselare                    | 6     | 1 (0)   | 5 (3)   | 6   | 10   | 15   | 0.667 | 537         | 548         | 0.980       |
| C4  | SL Benfica                         | 6     | 0 (0)   | 6 (1)   | 1   | 4    | 18   | 0.222 | 483         | 532         | 0.908       |
| B4  | ACH Volley Lublana                 | 6     | 0 (0)   | 6 (0)   | 0   | 2    | 18   | 0.111 | 413         | 500         | 0.826       |

Źródło: [ CEV] (ang.)
Punktacja: 3:0 i 3:1 – 3 pkt; 3:2 – 2 pkt; 2:3 – 1 pkt; 1:3 i 0:3 – 0 pkt
Zasady ustalania kolejności: 1. liczba zwycięstw; 2. liczba punktów; 3. stosunek setów; 4. stosunek małych punktów; 5. bilans w bezpośrednich meczach

### Faza play-off

#### Drabinka
|  |                |                          |                |                        |                |   |        |              |                          |              |              |              |  |  |           |           |           |           |           |  |  |       |       |       |
|  | Runda play-off | Runda play-off           | Runda play-off | Runda play-off         | Runda play-off |   |        | Ćwierćfinały | Ćwierćfinały             | Ćwierćfinały | Ćwierćfinały | Ćwierćfinały |  |  | Półfinały | Półfinały | Półfinały | Półfinały | Półfinały |  |  | Finał | Finał | Finał |
|  | Runda play-off | Runda play-off           | Runda play-off | Runda play-off         | Runda play-off |   |        | Ćwierćfinały | Ćwierćfinały             | Ćwierćfinały | Ćwierćfinały | Ćwierćfinały |  |  | Półfinały | Półfinały | Półfinały | Półfinały | Półfinały |  |  | Finał | Finał | Finał |
|  |                |                          |                |                        |                |   |        |              |                          |              |              |              |  |  |           |           |           |           |           |  |  |       |       |       |
|  |                |                          |                |                        |                |   |        |              |                          |              |              |              |  |  |           |           |           |           |           |  |  |       |       |       |
|  | 11             | Berlin Recycling Volleys | 3              | 3                      | 6              |   |        |              |                          |              |              |              |  |  |           |           |           |           |           |  |  |       |       |       |
|  | 11             | Berlin Recycling Volleys | 3              | 3                      | 6              |   |        |              |                          |              |              |              |  |  |           |           |           |           |           |  |  |       |       |       |
|  | 6              | Tours VB                 | 1              | 0                      | 0              |   |        |              |                          |              |              |              |  |  |           |           |           |           |           |  |  |       |       |       |
|  | 6              | Tours VB                 | 1              | 0                      | 0              |   |        | 6            | Berlin Recycling Volleys | 0            | 0            | 0            |  |  |           |           |           |           |           |  |  |       |       |       |
|  |                |                          |                |                        |                |   |        | 6            | Berlin Recycling Volleys | 0            | 0            | 0            |  |  |           |           |           |           |           |  |  |       |       |       |
|  |                |                          | 3              | Itas Trentino          | 3              | 3 | 6      |              |                          |              |              |              |  |  |           |           |           |           |           |  |  |       |       |       |
|  |                |                          |                |                        |                | 3 | 6      |              |                          |              |              |              |  |  |           |           |           |           |           |  |  |       |       |       |
|  |                |                          |                |                        |                |   |        |              |                          |              |              |              |  |  |           |           |           |           |           |  |  |       |       |       |
|  |                |                          |                |                        |                |   |        |              |                          |              |              |              |  |  |           |           |           |           |           |  |  |       |       |       |
|  | 3              | Itas Trentino            | 3              | 2                      | 4              |   |        |              |                          |              |              |              |  |  |           |           |           |           |           |  |  |       |       |       |
|  | 3              | Itas Trentino            | 3              | 2                      | 4              |   |        |              |                          |              |              |              |  |  |           |           |           |           |           |  |  |       |       |       |
|  |                |                          | 2              | Cucine Lube Civitanova | 1              | 3 | 2      |              |                          |              |              |              |  |  |           |           |           |           |           |  |  |       |       |       |
|  | 10             | ZAKSA Kędzierzyn-Koźle   | 2              | Cucine Lube Civitanova | 1              | 3 | 2      | 3            | 0                        | 2            |              |              |  |  |           |           |           |           |           |  |  |       |       |       |
|  | 10             | ZAKSA Kędzierzyn-Koźle   |                |                        |                |   |        |              |                          | 2            |              |              |  |  |           |           |           |           |           |  |  |       |       |       |
|  | 7              | Halkbank Ankara          | 2              | 3                      | 4              |   |        |              |                          |              |              |              |  |  |           |           |           |           |           |  |  |       |       |       |
|  | 7              | Halkbank Ankara          | 2              | 3                      | 4              |   |        | 7            | Halkbank Ankara          | 1            | 1            | 0            |  |  |           |           |           |           |           |  |  |       |       |       |
|  |                |                          |                |                        |                |   |        | 7            | Halkbank Ankara          | 1            | 1            | 0            |  |  |           |           |           |           |           |  |  |       |       |       |
|  |                |                          | 2              | Cucine Lube Civitanova | 3              | 3 | 6      |              |                          |              |              |              |  |  |           |           |           |           |           |  |  |       |       |       |
|  |                |                          |                |                        |                | 3 | 6      |              |                          |              |              |              |  |  |           |           |           |           |           |  |  |       |       |       |
|  |                |                          |                |                        |                |   |        |              |                          |              |              |              |  |  |           |           |           |           |           |  |  |       |       |       |
|  |                |                          |                |                        |                |   |        |              |                          |              |              |              |  |  |           |           |           |           |           |  |  |       |       |       |
|  | 3              | Itas Trentino            | 3              |                        |                |   |        |              |                          |              |              |              |  |  |           |           |           |           |           |  |  |       |       |       |
|  | 3              | Itas Trentino            | 3              |                        |                |   |        |              |                          |              |              |              |  |  |           |           |           |           |           |  |  |       |       |       |
|  |                |                          | 4              | Jastrzębski Węgiel     | 0              |   |        |              |                          |              |              |              |  |  |           |           |           |           |           |  |  |       |       |       |
|  |                |                          |                |                        |                |   |        |              |                          |              |              |              |  |  |           |           |           |           |           |  |  |       |       |       |
|  |                |                          |                |                        |                |   |        |              |                          |              |              |              |  |  |           |           |           |           |           |  |  |       |       |       |
|  |                |                          |                |                        |                |   |        |              |                          |              |              |              |  |  |           |           |           |           |           |  |  |       |       |       |
|  | 5              | Gas Sales Daiko Piacenza | 3              | 0                      | 2              |   |        |              |                          |              |              |              |  |  |           |           |           |           |           |  |  |       |       |       |
|  | 5              | Gas Sales Daiko Piacenza | 3              | 0                      | 2              |   |        |              |                          |              |              |              |  |  |           |           |           |           |           |  |  |       |       |       |
|  | 4              | Jastrzębski Węgiel       | 2              | 3                      | 4              |   |        |              |                          |              |              |              |  |  |           |           |           |           |           |  |  |       |       |       |
|  | 4              | Jastrzębski Węgiel       | 2              | 3                      | 4              |   |        |              |                          |              |              |              |  |  |           |           |           |           |           |  |  |       |       |       |
|  |                |                          |                |                        |                |   |        |              |                          |              |              |              |  |  |           |           |           |           |           |  |  |       |       |       |
|  |                |                          |                |                        |                |   |        |              |                          |              |              |              |  |  |           |           |           |           |           |  |  |       |       |       |
|  | 4              | Jastrzębski Węgiel       | 3              | 3                      | 5              |   |        |              |                          |              |              |              |  |  |           |           |           |           |           |  |  |       |       |       |
|  | 4              | Jastrzębski Węgiel       | 3              | 3                      | 5              |   |        |              |                          |              |              |              |  |  |           |           |           |           |           |  |  |       |       |       |
|  |                |                          | 1              | Ziraat Bankkart Ankara | 0              | 2 | 1      |              |                          |              |              |              |  |  |           |           |           |           |           |  |  |       |       |       |
|  | 9              | CV Guaguas Las Palmas    | 1              | Ziraat Bankkart Ankara | 0              | 2 | 1      | 3            | 1                        | 3 (15)       |              |              |  |  |           |           |           |           |           |  |  |       |       |       |
|  | 9              | CV Guaguas Las Palmas    |                |                        |                |   |        |              |                          | 3 (15)       |              |              |  |  |           |           |           |           |           |  |  |       |       |       |
|  | 8              | VK Lvi Praha             | 0              | 3                      | 3 (8)          |   |        |              |                          |              |              |              |  |  |           |           |           |           |           |  |  |       |       |       |
|  | 8              | VK Lvi Praha             | 0              | 3                      | 3 (8)          |   |        | 9            | CV Guaguas Las Palmas    | 1            | 3            | 3 (7)        |  |  |           |           |           |           |           |  |  |       |       |       |
|  |                |                          |                |                        |                |   |        | 9            | CV Guaguas Las Palmas    | 1            | 3            | 3 (7)        |  |  |           |           |           |           |           |  |  |       |       |       |
|  |                |                          | 1              | Ziraat Bankkart Ankara | 3              | 0 | 3 (15) |              |                          |              |              |              |  |  |           |           |           |           |           |  |  |       |       |       |
|  |                |                          |                |                        |                | 0 | 3 (15) |              |                          |              |              |              |  |  |           |           |           |           |           |  |  |       |       |       |

#### Runda play-off
| Data                                 | Godz. | Drużyna 1                          | Wynik | Drużyna 2       | 1     | 2     | 3     | 4     | 5     | Złoty set | Widzów | *      |
| ------------------------------------ | ----- | ---------------------------------- | ----- | --------------- | ----- | ----- | ----- | ----- | ----- | --------- | ------ | ------ |
| 31.01.2024                           | 19:30 | Berlin Recycling Volleys           | 3:1   | Tours VB        | 25:17 | 20:25 | 25:13 | 25:22 |       |           | 4387   | raport |
| 08.02.2024                           | 20:00 | Berlin Recycling Volleys           | 3:0   | Tours VB        | 25:22 | 25:18 | 25:22 |       |       | 3250      | raport |        |
| 31.01.2024                           | 20:30 | Grupa Azoty ZAKSA Kędzierzyn-Koźle | 3:2   | Halkbank Ankara | 21:25 | 25:22 | 25:21 | 16:25 | 15:12 |           | 2574   | raport |
| 07.02.2024                           | 18:00 | Grupa Azoty ZAKSA Kędzierzyn-Koźle | 0:3   | Halkbank Ankara | 30:32 | 21:25 | 22:25 |       |       | 3500      | raport |        |
| 30.01.2024                           | 18:30 | CV Guaguas Las Palmas              | 3:0   | VK Lvi Praha    | 25:23 | 25:23 | 26:24 |       |       | 15:8      | 2250   | raport |
| 07.02.2024                           | 19:30 | CV Guaguas Las Palmas              | 1:3   | VK Lvi Praha    | 21:25 | 21:25 | 25:22 | 22:25 |       | 15:8      | 2150   | raport |
| Po lewej gospodarz pierwszego meczu. |       |                                    |       |                 |       |       |       |       |       |           |        |        |

#### Ćwierćfinały
| Data                                 | Godz. | Drużyna 1                | Wynik | Drużyna 2              | 1     | 2     | 3     | 4     | 5     | Złoty set | Widzów | *      |
| ------------------------------------ | ----- | ------------------------ | ----- | ---------------------- | ----- | ----- | ----- | ----- | ----- | --------- | ------ | ------ |
| 21.02.2024                           | 19:30 | Berlin Recycling Volleys | 0:3   | Itas Trentino          | 18:25 | 17:25 | 17:25 |       |       |           | 6847   | raport |
| 29.02.2024                           | 20:30 | Berlin Recycling Volleys | 0:3   | Itas Trentino          | 19:25 | 20:25 | 22:25 |       |       | 2736      | raport |        |
| 21.02.2024                           | 18:00 | Halkbank Ankara          | 1:3   | Cucine Lube Civitanova | 21:25 | 21:25 | 27:25 | 22:25 |       |           | 4200   | raport |
| 28.02.2024                           | 20:30 | Halkbank Ankara          | 1:3   | Cucine Lube Civitanova | 23:25 | 25:20 | 15:25 | 23:25 |       | 3291      | raport |        |
| 21.02.2024                           | 20:30 | Gas Sales Daiko Piacenza | 3:2   | Jastrzębski Węgiel     | 19:25 | 30:28 | 25:16 | 22:25 | 15:11 |           | 2033   | raport |
| 28.02.2024                           | 18:00 | Gas Sales Daiko Piacenza | 0:3   | Jastrzębski Węgiel     | 22:25 | 24:26 | 21:25 |       |       | 3000      | raport |        |
| 22.02.2024                           | 18:30 | CV Guaguas Las Palmas    | 1:3   | Ziraat Bankkart Ankara | 25:17 | 23:25 | 21:25 | 23:25 |       | 7:15      | 3200   | raport |
| 28.02.2024                           | 19:00 | CV Guaguas Las Palmas    | 3:0   | Ziraat Bankkart Ankara | 25:17 | 25:21 | 25:18 |       |       | 7:15      | 4572   | raport |
| Po lewej gospodarz pierwszego meczu. |       |                          |       |                        |       |       |       |       |       |           |        |        |

#### Półfinały
| Data                                 | Godz. | Drużyna 1          | Wynik | Drużyna 2              | 1     | 2     | 3     | 4     | 5    | Złoty set | Widzów | *      |
| ------------------------------------ | ----- | ------------------ | ----- | ---------------------- | ----- | ----- | ----- | ----- | ---- | --------- | ------ | ------ |
| 13.03.2024                           | 20:30 | Itas Trentino      | 3:1   | Cucine Lube Civitanova | 25:17 | 16:25 | 25:18 | 25:23 |      |           | 3535   | raport |
| 21.03.2024                           | 20:30 | Itas Trentino      | 2:3   | Cucine Lube Civitanova | 24:26 | 25:20 | 25:22 | 18:25 | 9:15 | 3986      | raport |        |
| 13.03.2024                           | 20:30 | Jastrzębski Węgiel | 3:0   | Ziraat Bankkart Ankara | 25:13 | 25:18 | 30:28 |       |      |           | 3002   | raport |
| 20.03.2024                           | 19:00 | Jastrzębski Węgiel | 3:2   | Ziraat Bankkart Ankara | 34:32 | 27:25 | 16:25 | 21:25 | 15:7 | 2764      | raport |        |
| Po lewej gospodarz pierwszego meczu. |       |                    |       |                        |       |       |       |       |      |           |        |        |

#### Finał
- Miejsce finału:  Antalya, Antalya Spor Salonu

| Data       | Godz. | Drużyna 1     | Wynik | Drużyna 2          | 1     | 2     | 3     | 4 | 5 | Widzów | *      |
| ---------- | ----- | ------------- | ----- | ------------------ | ----- | ----- | ----- | - | - | ------ | ------ |
| 05.05.2024 | 17:00 | Itas Trentino | 3:0   | Jastrzębski Węgiel | 25:20 | 25:22 | 25:21 |   |   | 8500   | raport |